# Never Say Never Again
Never Say Never Again is een James Bondfilm uit 1983. De film is gebaseerd op het boek Thunderball, net als de in 1965 uitgebrachte film Thunderball. In beide films vertolkt Sean Connery de hoofdrol als 007. De film markeerde het einde van een lang juridisch gevecht over rechten tussen Ian Fleming, MGM en United Artists enerzijds en Kevin McClory anderzijds.
Never Say Never Again is niet geproduceerd door EON Productions. Het was de bedoeling deze film gelijktijdig uit te brengen met de EON Bondfilm Octopussy, maar later is hiervan afgezien.

## Verhaal
James Bond is in een latere fase van zijn leven nog steeds actief als 007. Hij redt een jonge vrouw uit de handen van zwaar bewapende terroristen. Hij houdt er echter geen rekening mee dat de vrouw lijdt aan het stockholmsyndroom. De vrouw steekt Bond vervolgens neer. Gelukkig is deze reddingsactie slechts een oefening, Bond komt dus niet daadwerkelijk in gevaar.
De nieuwe M ziet weinig in de geheim agenten. Als Bond niet slaagt voor de oefening, stuurt M hem naar een kuuroord om te herstellen. Daar wordt Bond echter bijna vermoord door een dief. Een zuster genaamd Fatima Blush en haar verbonden patiënt, Jack Petachi, blijken deel uit te maken van de criminele organisatie SPECTRE, die wordt geleid door Ernst Stavro Blofeld. Petachi heeft een operatie ondergaan waarbij zijn rechteroog identiek is gemaakt aan dat van de president van de Verenigde Staten. In die hoedanigheid omzeilt hij de beveiliging van de irisscanner op een Amerikaanse militaire basis in Engeland, om zodoende twee nucleaire kernkoppen te stelen door ze aan twee kruisvluchtwapens te bevestigen. SPECTRE wil deze gebruiken om veel geld af te troggelen van overheden. Petachi wordt vervolgens door Blush (alias SPECTRE nummer 12) vermoord.
Met tegenzin zet M James Bond in om de kernkoppen terug te vinden. Bond vertrekt daarop naar de Bahama's. Daarop ontmoet hij als eerste Blush. Zij nodigt Bond uit om te gaan duiken en koppelt een haaienzender aan zijn lichaam, zodat een haai hem kan doden. Bond komt hier tijdig achter, waarna hij zich van de zender ontdoet en ontsnapt. Vervolgens probeert nummer 12 Bond als deze terugkomt in zijn hotel op te blazen. Hij ontkomt weer, omdat hij een andere vrouw heeft ontmoet en voor een vrijpartij naar haar kamer is gegaan. Nigel Small-Fawcett, Bonds contactpersoon bij het Britse consulaat, licht Bond in dat Largo zich in Nice bevindt. Bond gaat hier ook heen en treft er Felix Leiter, zijn collega bij de CIA.
Bond ontmoet Jack Petachi's zus Domino door zich in een schoonheidssalon voor te doen als medewerker en haar een massage te geven. Domino blijkt gevangen te worden gehouden door haar vriend, Maximilian Largo. Zij onthult dat Largo die avond een bal geeft voor het goede doel, kleine kinderen. Bij dat bal wint Bond een videospel van Largo; als beloning mag Bond de tango dansen met Domino. Hij vertelt haar dat haar broer is vermoord. Als Bond terugkomt in zijn appartement, blijkt zijn assistente Nicole te zijn vermoord door nummer 12. Bond gaat achter Fatima aan met zijn motor vol met snufjes en hij schakelt haar uit met behulp van zijn explosieve vulpen.
Vervolgens gaat Bond naar de boot van Largo. Hij wordt samen met Domino gevangengezet en ze worden achtergelaten in een kasteel in Palmyra, waar Largo zijn uitvalsbasis heeft. Daaruit ontkomt Bond samen met Domino en met hulp van Felix ontsnappen ze in zijn duikboot. Bond geeft door waar kernbom één zich bevindt, dat is Washington. Nu gaan ze op zoek naar kernbom twee. Ze volgen Largo en ontdekken de plaats waar de schurk de tweede kernbom plaatst. Daar volgt een gevecht tussen Largo en Bond. Op het moment dat Bond de kernbom onschadelijk maakt, probeert Largo met een harpoengeweer Bond te vermoorden. Domino is hem echter voor en doodt Largo met een harpoen.

## Achtergronden
Connery speelde hier voor het eerst in 12 jaar weer de rol van Bond, na Diamonds Are Forever (1971). De titel van de film verwijst naar een uitspraak van Connery dat hij na de voornoemde film de rol van Bond nooit meer zou doen.
Een stunt waarbij een paard van een klif sprong, veroorzaakte ruzie onder de dierenrechtenactivisten. Het werd later een standaard voor films om een disclaimer op te nemen (indien van toepassing) die aangeeft dat dieren tijdens de productie niet zijn mishandeld.

## Filmlocaties
- Bahama's, Nassau
- Engeland:
  - Elstree Studios in Londen
  - Luton Hoo in Bedfordshire
- Frankrijk:
  - Villefranche-sur-Mer
  - Beaulieu-sur-Mer
  - Antibes
  - Roquebrune-Cap-Martin
  - Côte d'Azur
  - Fort Carré in Antibes
  - Musée Rothschild
- Malta
- Monaco, Hotel de Paris
- Spanje
- Verenigde Staten: Silver Springs, Ocala in Florida

## Rolverdeling
| Acteur                | Personage            | Opmerkingen                          |
| --------------------- | -------------------- | ------------------------------------ |
| Sean Connery          | James Bond           |                                      |
| Edward Fox            | M                    |                                      |
| Pamela Salem          | Miss Moneypenny      |                                      |
| Alec McCowen          | Q                    |                                      |
| Kim Basinger          | Domino Petachi       | Dit was Domino Derval in Thunderball |
| Gavan O'Herlihy       | Jack Petachi         |                                      |
| Klaus Maria Brandauer | Maximillian Largo    | Dit was Emilio Largo in Thunderball  |
| Bárbara Carrera       | Fatima Blush         | Dit was Fiona Volpe in Thunderball   |
| Bernie Casey          | Felix Leiter         |                                      |
| Rowan Atkinson        | Nigel Small-Fawcett  |                                      |
| Pat Roach             | Lippe                |                                      |
| Prunella Gee          | Patricia Fearing     |                                      |
| Saskia Cohen Tanugi   | Nicole               | Dit was Paula Caplan in Thunderball  |
| Max von Sydow         | Ernst Stavro Blofeld |                                      |
| Milow Kirek           | Kovacs               |                                      |
| Anthony Sharp         | Lord Ambrose         |                                      |
| Valerie Leon          | dame in Bahama's     |                                      |